# Goodbye Pork Pie Hat
Goodbye Pork Pie Hat ist eine Jazzkomposition von Charles Mingus.

Bassline von Charlie Mingus aus dem Titel Pork Pie

Goodbye Pork Pie Hat – mit dem Untertitel Theme for Lester Young – gehört zu den bekanntesten Kompositionen des amerikanischen Bandleaders, Bassisten und Komponisten Mingus. Es handelt sich um einen langsamen Blues mit einem Umfang von zwölf Takten. Mingus schuf das Stück unmittelbar unter dem Eindruck der Todesnachricht des von ihm verehrten Tenorsaxophonisten Lester Young (1909–1959), während er mit seiner Band im Half Note Cafe spielte. Der Titel nimmt Bezug auf dessen bevorzugte Kopfbedeckung, die er zu jeder Gelegenheit trug – ein Hutmodell mit dem exotischen Namen Porkpie Hut.

## Wirkungsgeschichte
Der Titel wurde von Charles Mingus erstmals auf seiner Columbia-LP Mingus Ah Um von 1959 eingespielt. Als er dafür mit seinem Septett nur zwei Monate nach Youngs Tod das Stück aufnahm, hat er sich wohl ganz bewusst um Zurückhaltung bemüht. „Die zwei Tenorsaxophone ›flüstern‹ das Thema nur.“ In ausgedehnter und weiterentwickelter Form wurde aus der Komposition 1964 mit Eric Dolphy das Stück So long Eric mit einem anderen Thema, das regelmäßig auf der Europa-Tournee im April dieses Jahres aufgeführt wurde. 1977 schuf Mingus eine Fassung von Good Bye Porkpie Hat mit den Gitarristen Larry Coryell und Philip Catherine, das „eine seltsam melancholische, fast zigeunerische Stimmung“ hatte, dabei aber das Gefühl des Fusionjazz aufnahm.
Rahsaan Roland Kirk schrieb 1961 einen ersten Text zu dem Instrumentaltitel, in dem es über Young hieß, dass er seine ganze Seele in das Tenorsaxophon gesteckt habe und eine Art zu reden gehabt habe, die eine eigene Sprache gewesen sei. Gitarristen wie John McLaughlin, Ralph Towner (mit Gary Burton) und Jeff Beck entdeckten früh die Qualitäten des Stücks. Zusätzliche Popularität erfuhr Goodbye Pork Pie Hat durch Aufnahmen des Pianisten und Bandleaders Gil Evans, der die Komposition verschiedene Male in den 1980er Jahren mit seinem Monday Night Orchestra aufnahm.
Obgleich es sich um eine Jazzkomposition handelte, beeinflusste der Song jedoch um 1970 auch die Popmusik: Die erste Coverversion des Stücks legten außerhalb des Jazzgenres die britischen Folkgitarristen Bert Jansch und John Renbourn bereits 1966 vor. Jenseits des Jazz wurde er daher von Gruppen wie Pentangle oder East of Eden aufgenommen. Goodbye Pork Pie Hat wurde später auch von Joni Mitchell (mit Jaco Pastorius und Wayne Shorter) eingespielt, die sich jedoch auf das Solo von John Handy bei der ersten Einspielung 1959 bezog und einen neuen Text beisteuerte. Mitchells Version beeinflusste die Interpretationen des Songs durch Mark Murphy (1981) und durch Jay Clayton (1986).
Weitere Aufnahmen aus dem Jazzgenre existieren von Carla Bley, Anthony Braxton, Oliver Lake, Horace Parlan, Stanley Clarke, Lenny White, Bill Mays & Ray Drummond, George Mraz, Tony Reedus Aki Takase, Andy Summers, Cassandra Wilson sowie den deutschen Musikern Peter Herbolzheimer, Klaus Doldinger oder Tobias Hoffmann. Eine in ihrem Minimalismus (nur Bass und Saxophon) reizvolle Interpretation spielte Karl Denson (1993) ein. Insgesamt existieren im Jazzbereich 260 Aufnahmen des Titels.
Richard Cook und Brian Morton merken kritisch an, dass wohl nur jeder Zehnte, der Goodbye Pork Pie Hat pfeifen könne, etwas zur Musik Lester Youngs sagen könne. So werde es mittlerweile fast nur noch mit Mingus und kaum noch mit Lester Young in Verbindung gebracht.

## Auswahl-Diskografie
- Charles Mingus: Mingus Ah Um (Columbia, 1959)
- Charles Mingus: Mingus Mingus Mingus Mingus Mingus (Impulse!, 1963; als Theme for Lester Young)
- Charles Mingus: Three or Four Shades of Blues (Atlantic, 1977)
- Joni Michell: Mingus (Asylum Records, 1979)
- Gil Evans: Live at Sweet Basil, Part 1 (King, 1984)
- Mingus Big Band: Blues & Politics (Dreyfus), 1999